# دباء كروي الثمار
دباء كروي الثمار (الاسم العلمي:Lagenaria sphaerocarpa) هو نوع من النباتات يتبع جنس الدباء (جنس) من الفصيلة القرعية.